# Zaxxon's Motherbase 2000
Zaxxon's Motherbase 2000 (simplemente conocido como Motherbase en Europa y Parasquad en Japón) es un videojuego del género matamarcianos que fue lanzada para Sega 32X y fue publicado por Sega en 14 de julio de 1995. Es el Tercer juego de la serie Zaxxon y fue utilizados por los Gráficos en 3D, aunque todavía utiliza una perspectiva isométrica, como se ve en los juegos anteriores de la serie, y se basa en gráficos 2D para los fondos y paisajes.

## Argumento
De acuerdo con el manual del juego, la historia de Motherbase 2000 de Zaxxon involucra una Confederación Hive, una vez un sistema planetario pacífico hasta la separación del clan Ginglii de la Hive. Los Ginglii han creado una computadora que puede coordinar la producción de armas y han superado y esclavizado planetas Hive. Una fuerza de rebelión ha comenzado una misión, cuyo nombre en código es "Motherbase 2000", para atravesar las defensas de Ginglii y llegar a la computadora. La nave del jugador se llama Stinger.

## Jugabilidad
Jugado desde un punto de vista isométrico, similar al Zaxxon original, el jugador vuela una nave espacial a través de varias bases enemigas con el objetivo de destruir robots y naves enemigos. Además, la nave del jugador puede entrar en otra nave, usando la nave enemiga como potenciador, otorgando al jugador acceso a blasters encendidos dependiendo de la nave secuestrada. El juego también cuenta con un modo multijugador de dos jugadores cara a cara.
Se han identificado varias influencias en el juego, sobre todo Zaxxon, pero también elementos de Shadow Squadron, Space Harrier, Metal Head, Xevious y Viewpoint.

## Recepcion
Zaxxon's Motherbase 2000 recibió críticas mixtas, a pesar de la cobertura positiva durante el desarrollo de Computer and Video Games. En el lanzamiento, Famicom Tsūshin anotó el juego 25 de 40. Los cuatro revisores de Electronic Gaming Monthly lo calificaron con 5.375 sobre 10. Criticaron especialmente la eliminación de la capacidad de cambiar la altitud, que consideraban una de las características definitorias de la serie Zaxxon, y todos menos uno de los revisores sintieron que la habilidad de saltar era casi inútil. Aprobaron los fondos en 2D, pero se burlaron de los gráficos poligonales como toscos y los controles como lentos, y en general estuvieron de acuerdo en que el juego no era tan divertido como los juegos anteriores de Zaxxon. GamePro elogió la capacidad de salto como la única característica redentora del juego. Aunque permitieron que algunos fanáticos de los tiradores disfrutaran del juego, sintieron que la jugabilidad y los gráficos eran mediocres, y criticaron que el juego no se parece al Zaxxon original lo suficiente como para justificar el uso del nombre Zaxxon. La revista española Hobby Consolas puntuó el juego con 75 de 100 puntos, elogiando la originalidad del juego pero criticando su mecánica de desplazamiento, mientras que la revista alemana Video Games puntuó el juego con un 58%. La revista francesa CD Consoles criticó los gráficos y el sonido del juego, al tiempo que ofreció reseñas moderadas de su creatividad y jugabilidad. Next Generation analizó el juego, argumentando que la eliminación de la capacidad de cambiar la altitud elimina a Zaxxon de cualquier interés. También citaron ralentización, fallos y un modo para dos jugadores mal diseñado, y concluyeron: "Zaxxon's Motherbase 2000 es gráficamente feo, lento, aburrido, repetitivo y un juego que es verdaderamente indigno de ninguna estrella. es una estrella en memoria del original mucho más reproducible".